# Parafia Najświętszego Serca Jezusowego w Łomnicy-Zdroju
Parafia Najświętszego Serca Jezusowego w Łomnicy-Zdroju – parafia rzymskokatolicka, znajdująca się w diecezji tarnowskiej, w dekanacie Piwniczna.